# Tysklands damlandslag i ishockey
Tysklands damlandslag i ishockey representerar Tyskland i ishockey för damer. Bästa resultat hittills är femteplatserna vid VM 2001 och 2005.
Laget spelade, som Västtyskland, sin första landskamp den 3 december 1988 i Geretsried då man föll mot Schweiz med 5-6.

## Profiler
- Claudia Grundmann
- Michaela Lanzi
- Christina Oswald
- Denise Soesilo
- Raffaela Wolf

### Fotnoter
1. ↑  ”Hockeyarchives”. http://www.hockeyarchives.info/intfem1989.htm. Läst 21 augusti 2011.